# Trent Lakes
Trent Lakes es un municipio canadiense situado en la provincia de Ontario.

## Superficie
Trent Lakes tiene una superficie de 833,72 km².

## Demografía
En 2021, tenía 6439 habitantes, una densidad poblacional de 7,7 hab./km², y 5750 viviendas.